# Tsuboi Yoshinaru
Tsuboi Yoshiharu (chữ Hán: 坪井善明, Bình Tỉnh Thiện Minh, sinh 1948) là nhà sử học Nhật Bản. Ông từng là giảng viên khoa luật ở Đại học Tokyo. Từ năm 1973, Yoshiharu Tsuboï bắt đầu nghiên cứu về Việt Nam. Ông bảo vệ luận án tiến sĩ đệ tam tại Đại học Paris năm 1982. Nước Đại Nam đối diện với Pháp và Trung Hoa là một cuốn sách về lịch sử Việt Nam của ông trích từ luận án bảo vệ tiến sĩ. Hiện nay Yoshiharu Tsuboï là Giáo sư Lịch sử chính trị và xã hội Đông Nam Á, Đại học Waseda, Tokyo.
Giáo sư Trần Văn Giàu nhận xét về Yoshiharu Tsuboï: Tôi cảm thấy giáo sư Yoshiharu Tsuboï là một nhà nghiên cứu có tấm lòng yêu đất nước Việt Nam và trọng dân tộc Việt Nam. Giáo sư không viết thẳng lời nào như vậy mà tình ý toát ra ở nhiều chương mục, từ toàn bộ cuốn sách.